# Kalino
Kalino [pronunciación en polaco: /kaˈlinɔ/] es una localidad situada en el municipio (gmina) de Rzgów, en el distrito de Łódź Oriental, voivodato de Lódź (Polonia). Según el censo de 2011, tiene una población de 345 habitantes.
Está situada aproximadamente a 8 kilómetros al este de Rzgów y a 15 kilómetros al sudeste de la capital regional, Lodz.